# Fred Savage

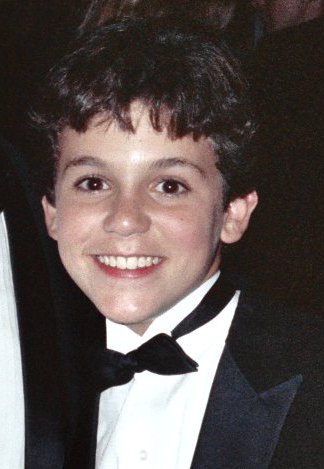
Fred Savage, 1990

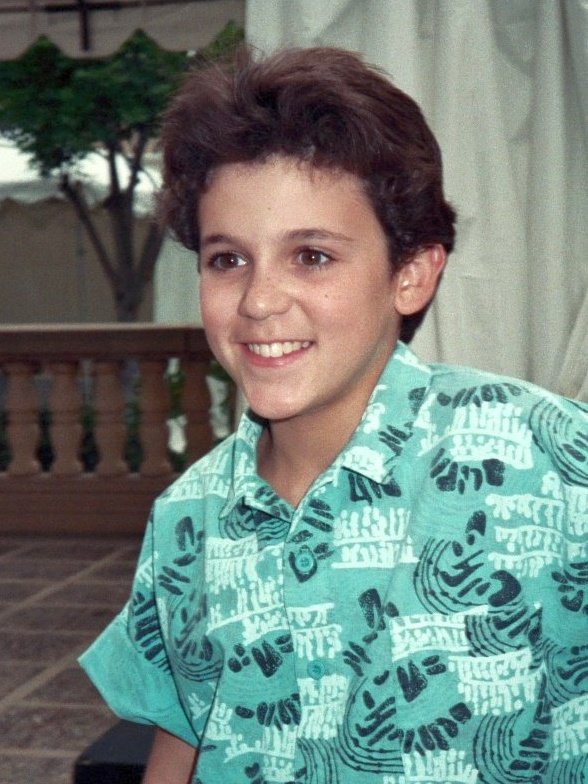
Fred Savage, 1989

Fredrick Aaron Savage (* 9. Juli 1976 in Chicago, Illinois) ist ein US-amerikanischer Schauspieler und Regisseur.

## Leben und Karriere
1980 begann er mit 4 Jahren in dem Film Dinosaur seine Schauspielkarriere. Mit 9 Jahren spielte er eine Rolle in dem Film Der Knabe, der fliegen konnte (The Boy Who Could Fly) mit Jay Underwood.
Mit 12 Jahren bekam er die Hauptrolle des Kevin Arnold in der Serie Wunderbare Jahre (The Wonder Years). Er wurde in dieser Rolle im gleichen Jahr als bis dato jüngster Darsteller für einen Emmy nominiert.
Nach seinem Studium an der Stanford University, das er 1999 abschloss, spielte er im Jahr 2002 eine größere Nebenrolle in dem Film Austin Powers III.
Zeitweise arbeitete er hinter den Kulissen und für Formate von Kinderprogrammen unter anderem als Regisseur (so z. B. für die Comedyserie Neds ultimativer Schulwahnsinn und für die Fernsehsender Nickelodeon und Disney). 2006 spielte Savage die Hauptrolle in der amerikanischen Sitcom Crumbs, von der nur 13 Folgen produziert wurden und die aufgrund schlechter Einschaltquoten bereits nach fünf ausgestrahlten Folgen abgesetzt wurde.
Seit 1999 ist Savage als Regisseur tätig und ist als solcher in erster Linie an Fernsehserien beteiligt. Sein diesbezügliches Schaffen umfasst mehr als 70 Produktionen. Gelegentlich tritt er auch als Ausführender Produzent in Erscheinung.
Seit dem 7. August 2004 ist er mit seiner Jugendliebe Jennifer Stone  verheiratet. Mit ihr hat er einen Sohn (* 2006) und eine Tochter (* 2008). Sein vier Jahre jüngerer Bruder Ben Savage ist ebenfalls Schauspieler.

## Filmografie
- 1986: Morningstar/Eveningstar (Fernsehserie, 7 Episoden)
- 1986: Der Knabe, der fliegen konnte (The Boy Who Could Fly)
- 1986: Unbekannte Dimensionen (The Twilight Zone, Fernsehserie, eine Episode)
- 1986: Crime Story (Fernsehserie, eine Episode)
- 1987: Convicted: A Mother's Story (Fernsehfilm)
- 1987: Die Braut des Prinzen (The Princess Bride)
- 1987: Dinosaurs! (Dinosaurs! – A Fun-Filled Trip Back in Time!, Kurzfilm)
- 1988: Ich bin Du (Vice Versa)
- 1988: Run Till You Fall (Fernsehfilm)
- 1988: ABC Weekend Specials (Webserie, eine Episode)
- 1988–1993: Wunderbare Jahre (The Wonder Years, Fernsehserie, 114 Episoden)
- 1989: Little Monsters
- 1989: Joy Stick Heroes (The Wizard)
- 1990: Leben um jeden Preis (When You Remember Me, Fernsehfilm)
- 1991: Captain Planet (Captain Planet and the Planeteerss, Webserie, eine Episode, Stimme)
- 1991: Trevor und der Penner (Christmas on Division Street, Fernsehfilm)
- 1992: Seinfeld (Fernsehserie, eine Episode)
- 1992: Die Legende von Prinz Eisenherz (Fernsehserie, eine Episode, Sprechrolle)
- 1996: Brutale Liebe – und jeder schweigt (No One Would Tell, Fernsehfilm)
- 1996: How Do You Spell God? (Fernsehfilm)
- 1997: Outer Limits – Die unbekannte Dimension (The Outer Limits, Fernsehserie, eine Episode)
- 1997: A Guy Walks Into a Bar (Kurzfilm)
- 1997–1999: Die Lieben Kollegen (Working, Fernsehserie, 39 Episoden)
- 1998: Das Dschungelbuch – Mowglis Abenteuer (The Jungle Book: Mowgli’s Story, Stimme)
- 1998: Das Leben und Ich (Boy Meets World, Fernsehserie, eine Episode)
- 2001: Area 52 (Fernsehfilm)
- 2001–2003: Oswald Oktopus (Fernsehserie, 26 Episoden)
- 2002: Austin Powers in Goldständer (Austin Powers in Goldmember)
- 2002: Alles wegen Grace (Fernsehserie, eine Episode)
- 2002: Die Regeln des Spiels (The Rules of Attraction)
- 2003: Law & Order: Special Victims Unit (Fernsehserie, eine Episode)
- 2004: Willkommen in Mooseport (Welcome to Mooseport)
- 2004: Die Liga der Gerechten (Justice League Unlimited, Fernsehserie, eine Episode, Stimme)
- 2004: The Last Run
- 2004, 2007: Kim Possible (Fernsehserie, 2 Episoden, Stimme)
- 2006: Holidaze: The Christmas That Almost Didn't Happen (Stimme)
- 2006: Crumbs (Fernsehserie, 13 Episoden)
- 2009: Single White Millionaire (Fernsehfilm)
- seit 2009: Family Guy (Fernsehserie, Stimme)
- 2010–2013: Generator Rex (Fernsehserie, 20 Episoden, Stimme)
- 2011: Being Bin Laden
- 2014, 2016: BoJack Horseman (Fernsehserie, 2 Episoden, Stimme)
- 2015–2016: The Grinder – Immer im Recht (The Grinder, Fernsehserie, 22 Episoden)
- 2017: Cancelled (Kurzfilm)
- 2017–2019: Friends from College (Fernsehserie, 16 Episoden)
- 2018: Robot Chicken (Webserie, eine Episode, Stimme)
- 2018: Modern Family (Fernsehserie, eine Episode)
- 2018: Super Troopers 2
- 2018: Deadpool 2
- 2018: Bob’s Burgers (Fernsehserie, eine Episode, Stimme)
- 2019–2020: American Dad (Fernsehserie, 5 Episoden, Stimme)
- 2020: Home Movie: The Princess Bride (Webserie, eine Episode)
- 2021: Die Conners (The Conners, Fernsehserie, eine Episode)
- 2022: The After Party (Fernsehserie, eine Episode)

### Als Regisseur
- 1999: Die Lieben Kollegen (Working, Fernsehserie, eine Episode)
- 1999–2000: Das Leben und Ich (Boy Meets World, Fernsehserie, 2 Episoden)
- 2001: All About Us (Fernsehserie, 2 Episoden)
- 2001–2002: Eben ein Stevens (Even Stevens, Fernsehserie, 2 Episoden)
- 2003, 2005: Raven blickt durch (That’s So Raven, Fernsehserie, 2 Episoden)
- 2004: Drake & Josh (Fernsehserie, eine Episode)
- 2004: Oliver Beene (Fernsehserie, eine Episode)
- 2004–2005: Unfabulous (Fernsehserie, 10 Episoden)
- 2004–2006: Phil aus der Zukunft (Phil of the Future, Fernsehserie, 10 Episoden)
- 2004–2007: Neds ultimativer Schulwahnsinn (Ned’s Declassified School Survival Guide, Fernsehserie, 7 Episoden)
- 2005: Zoey 101 (Fernsehserie, 2 Episoden)
- 2005: Hallo Holly (What I Like About You, Fernsehserie, eine Episode)
- 2005: Stephen’s Life (Fernsehfilm)
- 2006: Kitchen Confidential (Fernsehserie, eine Episode)
- 2006–2007: Hannah Montana (Fernsehserie, 2 Episoden)
- 2007: Der Kindergarten Daddy 2: Das Feriencamp (Daddy Day Camp)
- 2007: Cavemen (Fernsehserie, eine Episode)
- 2007–2008: Aliens in America (Fernsehserie, 4 Episoden)
- 2007–2008: Die Zauberer vom Waverly Place (Wizards of Waverly Place, Fernsehserie, 3 Episoden)
- 2007–2009: It’s Always Sunny in Philadelphia (Fernsehserie, 19 Episoden)
- 2008: Ugly Betty (Fernsehserie, eine Episode)
- 2008: Worst Week (Fernsehserie, eine Episode)
- 2009: My Boys (Fernsehserie, eine Episode)
- 2009: Zeke und Luther (Zeke and Luther, Fernsehserie, eine Episode)
- 2009: Ruby & the Rockits (Fernsehserie, eine Episode)
- 2009–2010: Greek (Fernsehserie, 2 Episoden)
- 2009–2010: Party Down (Fernsehserie, 10 Episoden)
- 2010: Sons of Tucson (Fernsehserie, eine Episode)
- 2010: Big Time Rush (Fernsehserie, eine Episode)
- 2010: Blue Mountain State (Fernsehserie, 2 Episoden)
- 2010: Tax Man (Fernsehfilm)
- 2010: Everyday Kid (Fernsehfilm)
- 2010–2011: Perfect Couples (Fernsehserie, 2 Episoden)
- 2011: Gigantic (Fernsehserie, 2 Episoden)
- 2011: The Paul Reiser Show (Fernsehserie, eine Episode)
- 2011: Breaking In (Fernsehserie, 2 Episoden)
- 2011: Franklin & Bash (Fernsehserie, eine Episode)
- 2011: Friends with Benefits (Fernsehserie, 2 Episoden)
- 2011: Mr. Sunshine (Fernsehserie, eine Episode)
- 2011: Happy Endings (Fernsehserie, 3 Episoden)
- 2011–2012: How to Be a Gentleman (Fernsehserie, 2 Episoden)
- 2011–2016: 2 Broke Girls (Fernsehserie, 22 Episoden)
- 2011–2020: Modern Family (Fernsehserie, 15 Episoden)
- 2012: Alex und Whitney – Sex ohne Ehe (Whitney, Fernsehserie, eine Episode)
- 2012: Best Friends Forever (Fernsehserie, 7 Episoden)
- 2012: Untitled Martin Lawrence Project (Fernsehfilm)
- 2013: The Michael J. Fox Show (Fernsehserie, eine Episode)
- 2013: The Crazy Ones (Fernsehserie, 2 Episoden)
- 2013: Jacked Up (Fernsehfilm)
- 2014: Super Fun Night (Fernsehserie, eine Episode)
- 2014: Growing Up Fisher (Fernsehserie, eine Episode)
- 2014: Friends with Better Lives (Fernsehserie, 4 Episoden)
- 2014: Playing House (Fernsehserie, 2 Episoden)
- 2014: Bad Teacher (Fernsehserie, eine Episode)
- 2014: Garfunkel and Oates (Fernsehserie, 9 Episoden)
- 2014: The McCarthys (Fernsehserie, eine Episode)
- 2014: Marry Me (Fernsehserie, eine Episode)
- 2014, 2019: Die Goldbergs (The Goldbergs, Fernsehserie, 2 Episoden)
- 2015: Sin City Saints (Fernsehserie, 2 Episoden)
- 2015: Raised by Wolves (Fernsehserie)
- 2015–2016: Casual (Fernsehserie, 3 Episoden)
- 2017: Fresh Off the Boat (Fernsehserie, eine Episode)
- 2017: Untitled Kourtney Kang Project (Fernsehfilm)
- 2018: LA to Vegas (Fernsehserie, eine Episode)
- 2018–2019: The Cool Kids (Fernsehserie, 4 Episoden)
- 2018–2020: Die Conners (The Conners, Fernsehserie, 7 Episoden)
- 2019–2020: Single Parents (Fernsehserie, 2 Episoden)
- 2020: Indebted (Fernsehserie, eine Episode)
- 2020: Dash & Lily (Fernsehserie, 4 Episoden)
- 2020: Black-ish (Fernsehserie, 3 Episoden)
- 2021: Wunderbare Jahre (The Wonder Years, 5 Episoden)

### Als Drehbuchautor
- 2019: What Just Happened??! (Fernsehserie, 10 Episoden)